# Festuca trichophylla
Festuca trichophylla är en gräsart som först beskrevs av Ducros och Gaud., och fick sitt nu gällande namn av Karl Carl Richter. Festuca trichophylla ingår i släktet svinglar, och familjen gräs. Inga underarter finns listade i Catalogue of Life.